# Burkettsville (Ohio)
Burkettsville es una villa ubicada en el condado de Mercer en el estado estadounidense de Ohio. En el Censo de 2010 tenía una población de 244 habitantes y una densidad poblacional de 532,25 personas por km².

## Geografía
Burkettsville se encuentra ubicada en las coordenadas 40°21′11″N 84°38′34″O / 40.35306, -84.64278. Según la Oficina del Censo de los Estados Unidos, Burkettsville tiene una superficie total de 0.46 km², de la cual 0.45 km² corresponden a tierra firme y (1.13%) 0.01 km² es agua.

## Demografía
Según el censo de 2010, había 244 personas residiendo en Burkettsville. La densidad de población era de 532,25 hab./km². De los 244 habitantes, Burkettsville estaba compuesto por el 99.18% blancos, el 0.82% eran afroamericanos, el 0% eran amerindios, el 0% eran asiáticos, el 0% eran isleños del Pacífico, el 0% eran de otras razas y el 0% pertenecían a dos o más razas. Del total de la población el 0.82% eran hispanos o latinos de cualquier raza.